# Erich Köhler (Autor)
Erich Köhler (* 28. Dezember 1928 in Taschwitz (Tašovice) bei Karlsbad; † 16. Juli 2003 in Alt Zauche) war ein deutscher Schriftsteller.

## Leben
Erich Köhler war der Sohn eines Porzellanschleifers und einer Buntdruckerin. Er wuchs im Egerland auf. Nach dem Besuch der Volksschule begann er zwischen 1943 und 1945 Lehren als Bäcker, Schneider und Maler, die er allesamt abbrach. 1946 siedelte Köhler in die Sowjetische Besatzungszone über, wo er in den folgenden Jahren an verschiedenen Orten in landwirtschaftlichen und Industriebetrieben arbeitete. 1949/50 unternahm er eine Wanderung durch Westdeutschland und die Niederlande. Nachdem der Versuch, von der französischen Fremdenlegion aufgenommen zu werden, gescheitert war, kehrte Köhler 1950 in die DDR zurück. Dort wurde er Mitglied von FDJ, FDGB und DSF; von 1950 bis 1954 arbeitete er unter Tage im Uranerzbergbau der Wismut AG in Marienberg und Oberschlema. Von 1954 bis 1955 studierte er an der Arbeiter-und-Bauern-Fakultät in Leipzig. Anschließend war er wiederum in der Landwirtschaft tätig, diesmal im mecklenburgischen Marnitz. Nachdem er 1956 sein erstes Buch veröffentlicht hatte, studierte Köhler von 1958 bis 1961 am Literaturinstitut „Johannes R. Becher“ in Leipzig. 1959 wurde Köhler Mitglied der SED. 1961/62 arbeitete er wieder in der LPG Marnitz. Von 1962 bis 1968 war er freier Schriftsteller. Von 1968 bis 1970 war er angestellter Autor des Kraftwerk Lübbenau. Anschließend wirkte er bis 1981 wieder als freier Schriftsteller in Alt Zauche. Dort befindet sich heute das Erich-Köhler-Haus. Ab 1981 war er erneut angestellter Schriftsteller, diesmal beim VEG Radensdorf im Spreewald; 1990 wurde er in den Vorruhestand entlassen.
Köhler war von 1972 bis 1975 als IM „Fritz“ und von 1975 bis Ende der 1980er Jahre als IME „Heinrich“ Inoffizieller Mitarbeiter des Ministeriums für Staatssicherheit der DDR. Köhlers Weigerung, den ostdeutschen PEN nach Bekanntwerden seiner Stasi-Mitarbeit freiwillig zu verlassen, bildete eines der Hindernisse, die bis 1998 die Vereinigung von west- und ostdeutschem PEN-Zentrum blockierten. Im April 2002 wurde Köhler per Mehrheitsbeschluss aus dem PEN ausgeschlossen, eine in seinen Augen ungerechtfertigte Maßnahme, gegen die der Autor bis zu seinem Lebensende ankämpfte. Ab 1997 war er Mitglied der Deutschen Kommunistischen Partei.
Erich Köhler war Verfasser von Romanen, Erzählungen, Dramen und Essays. Sein erzählerisches Werk bestand anfangs aus herkömmlichen Geschichten über gesellschaftliche Umwälzungen in der Landwirtschaft der frühen DDR; erst im Laufe der Jahre ging der Autor über zu fantastischen Formen, die er in den Dienst der Vermittlung moralischer Botschaften stellte. Köhler sah sich als Vertreter eines neuen Typs einer proletarisch-revolutionären Literatur, deren Schwerpunkt auf der Schilderung der Produktion liegen sollte. Den von ihm geforderten Wechsel vom freien Schriftsteller zum Autor als fest angestellten Betriebsangehörigen, von dem er sich eine größere Nähe zwischen Autor und Arbeiterschaft versprach, vermochte Köhler gegen Widerstände in der SED zumindest für die eigene Person und zeitweise zu verwirklichen.
Erich Köhler war von 1958 bis 1990 Mitglied des Schriftstellerverbandes der DDR.

## Ehrungen
Köhler erhielt unter anderem folgende Auszeichnungen: 1957 den Fritz-Reuter-Kunstpreis der Stadt Schwerin, 1964 den Kunstpreis des FDGB, 1977 den Heinrich-Mann-Preis, 1988 den Vaterländischen Verdienstorden in Bronze sowie 1991 die Ehrengabe der Deutschen Schillerstiftung.

## Werke
- Das Pferd und sein Herr. Berlin 1956
- Die Teufelsmühle. Berlin 1958
- Schatzsucher. Rostock 1964
- Goldnase. Berlin 1965
- Nils Harland. Rostock 1968
- Platekatel-Banzkosumirade oder Die Suche nach der verlorenen Stecknadel. Berlin 1973
- Der Schlangenkönig. Berlin 1975
- Hinter den Bergen. Rostock 1976
- Der Krott oder Das Ding unterm Hut. Rostock 1976
- Die Denkmaschine. Berlin 1979
- Reise um die Erde in acht Tagen. Berlin 1979
- Hartmut und Joana oder Geschenk für Kinder. Rostock 1980
- Kiplag-Geschichten. Berlin 1980
- Nichts gegen Homer. Rostock 1986
- Der verwunschene Berg. Berlin 1988
- Sture und das deutsche Herz. Rostock 1990 (Auslieferung nur teilweise erfolgt)
- Blasmagorien. Berlin 1996
- Sentenzen kontra Schwarzbuch. Berlin 1998
- Credo oder Wie gleiches Streben Held und Dichter bindet. Berlin 2000
- Sture und das Deutsche Herz – Ein Trollroman. Kulturmaschinen Verlag, Berlin 2009
- Radauer oder Aufstieg und Fall von Politanien. Kulturmaschinen Verlag, Berlin 2010 (Unveröffentlichtes Manuskript aus dem Nachlass)

## Theater
- 1972: Der Geist von Cranitz – Regie: Fritz Marquardt (Volksbühne Berlin)
- 1977: Das kleine Gespenst – Regie: Wolfgang Engel (Theater der Freundschaft)